# شیرینی کنجدی
شیرینی کنجدی یا شیرینی کنجدی شکری، یکی از شیرینی‌های محلی استان کردستان، تفاوت آن با شیرینی گزانگبین یا گزو همان‌طور که از اسمش برمی‌آید، استفاده از شکر به جای شهد گزانگبین است. شکری که کاراملی می‌شود و همان غلظت و شکل شهد انگبین را برای پخت این شیرینی ایجاد خواهد داد.